# 考維里無鬚魮
考維里無鬚魮（学名：Puntius cauveriensis）是輻鰭魚綱鯉形目鯉科的其中一個種，分布於亞洲印度Cauvery河流域，體長可達7.4公分，棲息在中底層水域。